# Moxostoma hubbsi
Moxostoma hubbsi là một loài cá vây tia trong họ Catostomidae. Chúng chỉ được tìm thấy ở Canada.